# Adolph Carl von Rothschild
Adolph Carl von Rothschild (21 mai 1823 - 7 février 1900) est un banquier. Il enterré au cimetière du Père-Lachaise (division 7), à Paris (France).

## Biographie
Il épouse en 1850 la baronne Julie von Rothschild (1830-1907). Considéré comme moins doué que son frère aîné, Mayer Carl, qui dirige la branche de Vienne, et écarté de celle de Francfort, il prend la direction de la maison Rothschild de Naples. Lors de l'invasion de Naples par les troupes de Garibaldi en 1860, il décide de s'enfuir pour Gaète, au nord de la ville, avec le roi Bourbon François II, mais ne peut obtenir de sa famille de consentir les prêts que sollicitait le monarque déchu. Il vend sa résidence napolitaine et se retire des affaires en 1863.
En 1858, il fait construire par George H. Stokes et Joseph Paxton le château de Pregny, sur un terrain dominant le lac Léman. Édifiée dans le style Louis XVI, la demeure est principalement destinée à abriter la collection de peintures et d'objets d'art amassée par Adolphe, notamment des objets en cristal de roche (il acquiert la collection du grand-duc de Bade) et en pierres semi-précieuses. Rothschild fait aménager un jardin et construire une volière et des serres qui font aujourd'hui partie des Jardins botaniques de la ville de Genève.
Il est également à l'initiative de la construction de l'actuelle Synagogue de Naples en 1864.
En 1868, il s'installe à Paris dans un hôtel 45 et 47, rue de Monceau, bâti pour Isaac Pereire et qu'il fait transformer par Félix Langlais.
Après qu'un chirurgien genevois a retiré, avec succès, un morceau de métal qui s'était logé dans son œil, en 1886, le baron Adolphe décide de créer un établissement hospitalier destiné « au traitement des maladies des yeux et de la tête et ouvert aux spécialités et techniques imposées par les progrès de la Médecine ». Disparu avant d’avoir pu réaliser son projet, celui-ci est mené à bien par son épouse, la baronne Julie Caroline de Rothschild. La Fondation ophtalmologique Adolphe-de-Rothschild est inaugurée en 1905 à Paris et reconnue d’utilité publique par décret du 20 avril 1909.
Sans enfant, il lègue Pregny, son hôtel du 45-47 rue de Monceau et le reste de ses collections à son petit-neveu, Maurice de Rothschild (fils de sa nièce Adelheid). 